# Hyperion (powieść Dana Simmonsa)
Hyperion – powieść science fiction amerykańskiego pisarza Dana Simmonsa z 1989 r. Tytuł powieści oraz elementy fabuły nawiązują do poematu Johna Keatsa o tym samym tytule. Jest to pierwsza część cyklu Hyperion. Na dalsze części składają się: Zagłada Hyperiona, Endymion, Triumf Endymiona. Cykl został ponownie wydany w Polsce w 2015 r. przez Wydawnictwo Mag w ramach serii Artefakty.

## Fabuła
Akcja utworu rozgrywa się w okolicach roku 2732. Na planetę Hyperion przybywa siedmioro pielgrzymów: Kapłan Lenar Hoyt, Żołnierz Fedmahn Kassad, Poeta Martin Silenus, Uczony Sol Weintraub, Detektyw Brawne Lamia, Kapitan Het Masteen oraz Konsul, którego imię nie zostaje nigdy wymienione. Celem ich podróży są Grobowce Czasu zamieszkane przez istotę zwaną (zależnie od tłumaczenia) Chyżwarem lub Dzierzbą (ang. Shrike). Każdy z pielgrzymów będzie mógł przedstawić jej swoją prośbę, lecz wysłuchany zostanie tylko jeden z nich.
Fabuła książki zbudowana jest z opowieści sześciorga z pielgrzymów, które mają dodatkowo nakreślić główne powody, dlaczego zostali oni wybrani do wzięcia udziału w wyprawie. Najważniejszymi opowieściami są: 
1. Opowieść Kapłana: O człowieku, który szukał Boga[1] (The Priest's Tale: „The Man who Cried God”)
2. Opowieść Żołnierza: O wojennych kochankach[2] (The Soldier’s Tale: „The War Lovers”)
3. Opowieść Poety: Pieśni Hyperiona[3] (The Poet's Tale: „Hyperion Cantos”)
4. Opowieść Uczonego: Gorzki jest smak wód rzeki Lete[4] (The Scholar's Tale: „The River Lethe's Taste is Bitter”)
5. Opowieść Detektywa: Długie pożegnanie[5] (The Detective's Tale: „The Long Good-Bye”)
6. Opowieść Konsula: Wspominając Siri[6] (The Consul's Tale: „Remembering Siri”)

Kapitan nie opowiedział swojej historii.

## Nagrody
W 1990 książka została nagrodzona nagrodami Hugo i Locusa oraz była nominowana do nagrody BSFA. W 1992 otrzymała nominację do nagrody im. Arthura C. Clarke’a.

## Ekranizacje
Studio Warner Bros. planowało filmową adaptację dwóch pierwszych części cyklu, projekt nie został jednak wykorzystany. SyFy ogłosiło w 2015 zamiar stworzenia adaptacji w formie serialu. W listopadzie 2021 roku ogłoszono, że Warner Bros. i Bradley Cooper wrócili do planów ekranizacji Hyperiona.